# گرهی دولت‌زای
گرهی دولت‌زای (به انگلیسی: Garhi Daulatzai) یک شهرک در پاکستان است که در ناحیه مردان واقع شده‌است.